# The Wanderings of Oisin and Other Poems
The Wanderings of Oisin and Other Poems (Die Wanderungen Ossians und andere Gedichte) ist ein Gedichtband des irischen Dichters William Butler Yeats (1865–1939).
Es war die erste Gedichtsammlung von Yeats. Sie wurde 1889 veröffentlicht. Yeats entnahm das Thema des titelgebenden Gedichts der berühmten irischen Legende von Oisín (Ossian).
Neben dem Titelgedicht, dem längeren dramatischen Gedicht The Wanderings of Oisin (Die Wanderungen Ossians), enthält das Buch eine Reihe von Kurzgedichten, die Yeats später in seinen Collected Poems (Gesammelte Gedichten) unter dem Titel Crossways zusammenfasste.
Aus den Überlieferungen seiner irischen Heimat empfing der Dichter die Anregungen zu seinen nach Herkunft und Stimmung typisch keltischen Dichtungen (Die Wanderungen von Oisin, Der Wind flüstert im Schilf, Die wilden Schwäne von Coole).

## Inhalt
- The Wanderings of Oisin
- The Song of the Happy Shepherd
- The Sad Shepherd
- The Cloak, the Boat, and the Shoes
- Anashuya and Vijaya
- The Indian upon God
- The Indian to His Love
- The Falling of the Leaves
- Ephemera
- The Madness of King Goll
- The Stolen Child
- To an Isle in the Water
- Down by the Salley Gardens[4]
- The Meditation of the Old Fisherman
- The Ballad of Father O’Hart
- The Ballad of Moll Magee
- The Ballad of the Foxhunter